# 安國良平
安國 良平（やすくに りょうへい）は、日本の応用物理学者・生体電子工学者。大阪工業大学工学部電子情報システム工学科准教授。工学博士（大阪大学）。応用物理学会有機分子バイオエレクトロニクス分科会幹事。
専門は、応用物理学・物質科学（ナノ材料・光/量子デバイス含む)、生体電子工学・生体医工学、光工学・光化学。

## 略歴
2004年大阪大学工学部応用自然科学科卒業。2006年同大学大学院工学研究科精密科学・応用物理学専攻修士課程修了。2009年同大学院工学研究科精密科学・応用物理学専攻博士課程修了、工学博士（大阪大学）。その後、フランスのカシャン高等師範学校（現：パリ・サクレー高等師範学校）、パリ大学(第7・第13)、エコール・ポリテクニーク博士研究員などを経て、2016年奈良先端科学技術大学院大学(NAIST)先端科学技術研究科・物質創成科学領域助教。2022年より大阪工業大学工学部電子情報システム工学科准教授。
主な所属学会は、応用物理学会、電気学会、日本生体医工学会、日本光学会、レーザー学会など。

## 主な研究
- 局在表面プラズモン(プラズマ振動量子)共鳴を利用した光物理化学過程の増強とその応用
- ラマンスペクトル変化の深層学習(DL)による細胞の力学応答解析手法の開発
- レーザーアブレーションを応用した機能性ナノ材料の開発
- フェムト秒レーザー誘起衝撃力を用いた細胞刺激に伴うGFPの蛍光変化 - 光/量子デバイス・バイオメディカルフォトニクス応用
- レーザー技術と顕微鏡技術を応用した新しい物性計測手法の開発

応用物理学・生体電子工学の対外啓蒙活動として、生駒市大瀬中学校出前授業(2017)や第81回応用物理学会秋期学術講演会シンポジウム「多次元計測技術とデータサイエンスの融合によるバイオイメージング・センシングの進展」で招待公演を行っている。